# Метельський Дмитро Савелійович
Дмитро Савелійович Метельський (нар. 1921, село Федорівка — 2004) — бригадир радгоспу «Перемога» Красноармійського району Кокчетавської області. Герой Соціалістичної Праці (1967).

## Біографія
Народився в 1921 році в селянській родині в селі Федорівка (сьогодні — Вінницька область, Україна). З 1938 року проживав в Краснознаменському районі (сьогодні — Єгіндикольський район) Казахської РСР, де працював у сільськогосподарській артілі «12 років Жовтня» Краснознаменського району. Брав участь у Другій світовій війні. Після демобілізації повернувся в Казахстан, де працював бригадиром тракторної бригади в радгоспі «Перемога» Червонопрапорного району.
Бригада під керівництвом Дмитра Метельського щорічно перевиконувала виробничий план по обробці орної землі. Указом Президії Верховної Ради СРСР від 19 квітня 1967 року за досягнуті успіхи в збільшенні виробництва і заготівель зерна в 1966 році удостоєний звання Героя Соціалістичної Праці з врученням ордена Леніна і золотої медалі «Серп і Молот».

## Нагороди
- Герой Соціалістичної Праці — указом Президії Верховної Ради СРСР від 19 квітня 1967 року
- Орден Леніна